# Alvyn Sanches
Pour l’article homonyme, voir Sanches.
Alvyn Sanches, né le 12 février 2003 à Créteil en France, est un footballeur international suisse, qui évolue au poste de milieu central au FC Lausanne-Sport.

## Biographie
Alvyn Sanches naît 12 février 2003 à Créteil en France. Il est binational suisse et portugais et a deux frères plus jeunes. Il grandit aux Boveresses, quartier populaire au nord de Lausanne duquel viennent d'autres footballeurs professionnels formés au Lausanne-Sport, comme Cameron Puertas et Isaac Schmidt,,. 

## Carrière

### En club
Alvyn Sanches est formé par le FC Lausanne-Sport, qu'il rejoint en  2012. Le 13 novembre 2020, il signe son premier contrat professionnel avec son club formateur. Il réalise sa première apparition en professionnel le 15 mai 2021, lors d'une rencontre de Super League, contre le FC Saint-Gall. Il entre en jeu à la place de Jonathan Bolingi mais ne peut empêcher la défaite de son équipe par cinq buts à zéro. 
Sanches inscrit son premier but en professionnel le 3 avril 2022, lors d'une rencontre de Super League contre le Servette FC. Il est titularisé et participe à la victoire de son équipe par quatre buts à un. Son équipe est reléguée à l'issue de la saison 2021-2022.
S'imposant comme un joueur régulier de l'équipe première, Sanches prolonge son contrat avec le FC Lausanne-Sport le 20 décembre 2022, étant alors lié au club jusqu'en juin 2026,.
Le 12 mai 2023, Sanches se fait remarquer lors d'une rencontre de championnat face au Neuchâtel Xamax FCS en marquant le but vainqueur de son équipe après être entré en jeu (2-1 score final),. Lors de cette saison 2022-2023, il participe à la montée du club en première division suisse, seulement un an après l'avoir quittée.
Sanches se fait remarquer le 18 août 2024, à l'occasion d'une rencontre de coupe de Suisse face au FC Champel en marquant deux buts. Il est titularisé et participe à la large victoire de son équipe par sept buts à zéro,. Il réalise un nouveau doublé le 22 septembre 2024 face au Yverdon Sport, marquant ses deux premiers buts de la saison en championnat. Il permet ainsi à son équipe de l'emporter par trois buts à un,. Le 8 février 2025, Sanches marque à nouveau deux buts contre Yverdon Sport en championnat. Son équipe sort une nouvelle fois vainqueur de ce match (4-1 score final),.

### En sélection
Le 28 mars 2023, Alvyn Sanches joue son premier match avec l'équipe de Suisse espoirs face à Israël. Il entre en jeu lors de cette rencontre remportée par son équipe sur le score de deux buts à un. Il inscrit son premier but avec les espoirs le 17 novembre 2023, contre l'Arménie. Titulaire ce jour-là, il participe à la victoire de son équipe par cinq buts à zéro,.
Le 21 mars 2025, il fait ses débuts avec l'équipe suisse en match amical contre l'Irlande du Nord. Ayant remplacé Dan Ndoye à la 67e et auteur d'une bonne entrée en jeu, il se blesse quelques minutes plus tard et ne peut terminer la partie. Le diagnostic tombe deux jours plus tard : il souffre d'une lésion complète du ligament croisé antérieur du genou droit, l'éloignant des terrains plusieurs mois.

## Statistiques
| Saison                | Club                  | Championnat           | Championnat | Championnat | Coupe(s) nationale(s) | Coupe(s) nationale(s) | Compétition(s) continentale(s) | Compétition(s) continentale(s) | Compétition(s) continentale(s) | Total | Total |
| Saison                | Club                  | Division              | M.          | B.          | M.                    | B.                    | Comp.                          | M.                             | B.                             | M.    | B.    |
| 2020-2021             | FC Lausanne-Sport     | Super League          | 2           | 0           | -                     | -                     | -                              | -                              | -                              | 2     | 0     |
| 2021-2022             | FC Lausanne-Sport     | Super League          | 19          | 1           | -                     | -                     | -                              | -                              | -                              | 19    | 1     |
| 2022-2023             | FC Lausanne-Sport     | Challenge League      | 33          | 7           | 3                     | 0                     | -                              | -                              | -                              | 36    | 7     |
| 2023-2024             | FC Lausanne-Sport     | Super League          | 25          | 5           | 2                     | 1                     | -                              | -                              | -                              | 27    | 6     |
| 2024-2025             | FC Lausanne-Sport     | Super League          | 23          | 10          | 3                     | 3                     | -                              | -                              | -                              | 26    | 13    |
| Sous-total            | Sous-total            | Sous-total            | 102         | 23          | 8                     | 4                     | -                              | -                              | -                              | 110   | 27    |
| Total sur la carrière | Total sur la carrière | Total sur la carrière | 102         | 23          | 8                     | 4                     | -                              | -                              | -                              | 110   | 27    |